# Bilohorodka, Izeaslav
Bilohorodka (în ucraineană Білогородка) este localitatea de reședință a comunei Bilohorodka din raionul Izeaslav, regiunea Hmelnîțkîi, Ucraina.

## Demografie
Componența lingvistică a localității Bilohorodka
     Ucraineană (98,79%)
     Alte limbi (0,88%)
Conform recensământului din 2001, majoritatea populației localității Bilohorodka era vorbitoare de ucraineană (98,79%), existând în minoritate și vorbitori de alte limbi.